# Débora Bloch
Débora Bloch (Belo Horizonte, 29 maggio 1963) è un'attrice brasiliana, attiva soprattutto nell'ambito delle telenovelas.
È nota per la sua versatilità, in ruoli che variano dalla commedia al dramma. È vincitrice di numerosi premi, tra cui quattro APCA Awards, un Press Trophy, uno Shell Award e due Quality Brazil Awards, oltre ad aver ricevuto una nomination al Grande Otelo e tre nomination al Premio Guarani. 

## Biografia
Figlia dell'attore Jonas Bloch, è di religione ebraica. Dopo aver studiato recitazione al Teatro Ipanema, si è fatta conoscere per aver recitato nella telenovela Sol de Verão, del 1982, con un ruolo che le ha fatto vincere il Premio APCA e l'ha nominata per il Press Trophy come attrice rivelazione dell'anno . Sempre negli anni 80 ha esordito sul grande schermo: le sue interpretazioni nei film Bete Balanço e Noites do Sertão le hanno permesso di ottenere riconoscimenti nei principali festival cinematografici del suo Paese, tra cui il Festival di Gramado e il Festival di Brasilia.
Nel 1996 ha impersonato la malvagia Teodora nella telenovela Salsa e Merengue, venendo quindi acclamata anche per questa sua interpretazione, che le ha fatto vincere il Trofeo Imprensa come migliore attrice.
Nel 2000 è stata nel cast del film Bossa Nova, diretto da Bruno Barreto.

## Vita privata
All'età di vent'anni ha attuato un aborto, non sentendosi ancora pronta per affrontare la maternità. Débora Bloch era rimasta incinta dopo un rapporto sessuale col fidanzato dell'epoca, che non si è opposto alla sua decisione. 
Dal 1987 al 1989 è stata sposata con il regista e fotografo Edgar Moura. Dopo aver divorziato, è convolata a nuove nozze nel 1991 con lo chef e uomo d'affari francese Olivier Anquier. Dal matrimonio, terminato col divorzio nel 2006, sono nati due figli, Julia e Hugo. Dal 2018 l'attrice è moglie del produttore portoghese João Nuno Martins. Vive a Rio.
In diverse interviste si è dichiarata femminista.

## Filmografia parziale

### Cinema
- Noites do sertão, regia di Carlos Alberto Prates Correia (1984)
- Bete balanço, regia di Lael Rodrigues (1984)
- Sonho Sem Fim, regia di Lauro Escorel (1985)
- O grande Mentecapto, regia di Oswaldo Caldeira (1989)
- A Ostra e o Vento, regia di Walter Lima Jr. (1997)
- Bossa Nova, regia di Bruno Barreto (2000)
- Caramuru: A invenção do Brasil, regia di Guel Arraes (2001)
- À deriva, regia di Heitor Dhalia (2009)

### Televisione
- A, E, I, O... Urca (1990)
- A vida como ela É... (1996)
- Os normais (2001-2002)
- A Lua me disse (2005)
- JK (2006)
- Amazônia: De Galvez a Chico Mendes (2007)
- Queridos amigos (2008)
- Caminho das Índias (2010)
- Cordel encantado (2011)
- Avenida Brasil (2012)
- Saramandaia (2013)
- Sete vidas (2015)
- Justiça (2016)